# Округ Браун (Висконсин)
Округ Браун (енгл. Brown County) је округ у америчкој савезној држави Висконсин.

## Демографија
По попису из 2010. године број становника је 248.007, што је 21.229 (9,4%) становника више него 2000. године.
| Група             | 2000.           | 2010.           |
| Белци             | 203.243 (89,6%) | 207.702 (83,7%) |
| Афроамериканци    | 2.641 (1,2%)    | 5.491 (2,2%)    |
| Азијати           | 4.935 (2,2%)    | 6.724 (2,7%)    |
| Хиспаноамериканци | 8.698 (3,8%)    | 17.985 (7,3%)   |
| Укупно            | 226.778         | 248.007         |